# Den økonomiske krise 1931-35
Den økonomiske krise 1931-35 er betegnelsen for den krise, der ramte dansk økonomi omkring 1931, og som særlig gav sig udslag i en krise for dansk landbrug. De øvrige erhverv klarede sig forholdsvist godt gennem 1930'erne, men der var en høj ledighed, og det kom også til sammenbrud i flere finansielle virksomheder.

## Landbrugskrisen
Under første verdenskrig var der en stor efterspørgsel efter landbrugsvarer, og priserne blev drevet op i et højt niveau. Efter krigen kom det til et stort prisfald, og gennem 1920'erne var der et fald i dansk landbrugs indtjening. Den lavere indtjening medførte problemer for de landmænd, som under og efter krigen havde optaget gæld, for eksempel for at finansiere købet af en gård eller for at foretage investeringer. Konsekvensen var en stor stigning i antallet af tvangsauktioner allerede fra omkring 1925.
Situationen blev yderligere forværret, da krakket på Wall Street i efteråret 1929 udløste en verdensomspændende økonomisk krise, som medførte et yderligere markant fald i priserne på landbrugsvarer. Antallet af tvangsauktioner i dansk landbrug steg derefter til et rekordhøjt niveau i 1931-34. 
De politiske partier fandt sammen i en række politiske forlig, som på forskellig måde ydede støtte til landbruget. Det kendteste og mest omfattende af de politiske forlig var Kanslergadeforliget, der blev indgået i januar 1933. Kanslergadeforliget indebar blandt andet en devaluering af den danske krone. Devalueringen forøgede landbrugets indtjening, fordi landmændene havde en stor eksportindtjening i britiske pund, der med devalueringen blev mere værd opgjort i danske kroner. Ved de politiske forlig blev der også iværksat en række andre støttetiltag, blandt andet en nedskrivning af landmænds gæld, udsættelse af tvangsauktioner, låneordninger samt opkøb af landbrugsprodukter.
Under indtryk af de forskellige støtteforanstaltninger bedredes situationen gradvist for landbruget fra 1933. Antallet af tvangsauktioner faldt, men lå fortsat på et højt niveau gennem resten af 1930'erne.
Under landbrugskrisen var der politisk uro blandt landmændene, og de traditionelle landbrugsorganisationer kom under pres fra den nystartede bevægelse Landbrugernes Sammenslutning (LS). Der var frygt for, at uroen i forbindelse med landbrugskrisen kunne bane vejen for yderliggående totalitære bevægelser. 

## Udviklingen i andre erhverv
I byerhvervene kom det til et kortvarigt økonomisk tilbageslag med produktionsnedgang i 1932. Situationen var vanskelig særlig for skibsfarten, der under den verdensomspændende økonomiske krise led under et stort fald i fragtraterne. Omkring årsskiftet 1932-33 kom Danmarks største arbejdsplads, Burmeister & Wain, i krise og måtte rekonstrueres. 1930'erne var ellers præget af en høj økonomisk vækst i erhverv uden for landbruget. I 1939 var produktionen i byerhvervene således vokset med ca. 35 % i forhold til 1929. Der var også en stor stigning i byerhvervenes beskæftigelse. Trods beskæftigelsesfremgangen var der gennem 1930'erne en høj ledighed. En medvirkende årsag var en stor vandring fra land til by.   

## Sammenbrud i finansielle virksomheder
I forbindelse med valutauro i efteråret 1931 blev Handelsbanken ramt af udtræk og måtte støttes gennem et løfte om likviditetstilførsel fra Nationalbanken. Det kom også til sammenbrud i en række - mest små - provinsbanker. Tre hypotekforeninger kom i krise i forbindelse med tab på landbrug, mens to kreditforeninger måtte rekonstrueres, fordi de havde udstedt obligationer i fremmed valuta.